# Acatlán (Puebla)
Acatlán è una municipalità dello stato di Puebla, nel Messico centrale, il cui capoluogo è la località di Acatlán de Osorio.
Conta 33.865 abitanti (2010) e ha una estensione di 607,78 km². 	 	
Il significato del nome della località in lingua nahuatl è in mezzo al cannetto.